# Évangéline Deusse
Évangéline Deusse est une pièce écrite par l'acadienne Antonine Maillet en 1975,,,. L'auteure s'est inspirée du poème Évangéline de l'américain Henry W. Longfellow.

## Personnages
Le personnage principal est l'acadienne Évangéline. Les trois autres personnages sont le Breton, le Stop et le Rabbin. Le Breton est originaire de la France. L'histoire se passe dans un parc à Montréal. La pièce a été présentée au Théâtre du Rideau vert en 1976 et 1977.

## Résumé
Évangéline, une acadienne qui aura bientôt 80 ans, vit chez son fils à Montréal.  Dans un parc public non loin de chez elle, elle fait la connaissance de trois hommes d'origines diverses : Stop, un gars du Lac-St-Jean, le Breton et le Rabbin.  Sur une période de quelques mois, les quatre se revoient pour deviser sur la vie, sur l'identité et sur l'exil.